# Queimadela (Armamar)
Queimadela ist eine Gemeinde (Freguesia) im portugiesischen Kreis Armamar. In ihr leben 208 Einwohner (Stand 19. April 2021).